# Усатюк, Валерий Петрович
Вале́рий Петро́вич Усатю́к (род. 14 июля 1948 года, Фрунзе, СССР) — российский политический деятель. Сенатор Российской Федерации от исполнительной власти Республики Хакасия, член комитета СФ РФ по обороне и безопасности с 16 ноября 2018 по 19 сентября 2023 года.
Депутат Верховного совета Республики Хакасия с 26 декабря 2004 по 8 сентября 2013.
Из-за поддержки нарушения территориальной целостности Украины во время российско-украинской войны находится под персональными международными санкциями Евросоюза, США, Великобритании и ряда других стран.

## Биография
Родился 14 июля 1948 года в городе Фрунзе.
В 1974 году окончил Иркутский политехнический институт, получил специальность инженера-электрика, в 1988 году — Новосибирскую высшую партийную школу.
26 декабря 2004 года был избран депутатом Верховного Совета Республики Хакасия IV созыва по республиканскому избирательному округу от Хакасского регионального отделения КПРФ.
1 марта 2009 года переизбран в V созыв, также входя в состав общереспубликанского списка.
В рамках выборов в Верховный совет Республики Хакасия VI созыва возглавлял территориальную группу № 8 партийного списка КПРФ, избран не был.
9 сентября 2018 года Усатюк был избран депутатом Совета депутатов города Абакана по единому округу от Абаканского местного отделения КПРФ, возглавил в городском парламенте фракцию КПРФ.
Входил в тройку претендентов на пост члена Совета Федерации от исполнительной власти Республики Хакасия кандидата от КПРФ Валентина Коновалова, который принимал участие в выборах главы Республики Хакасия 2018 года.
9 ноября 2018 года Коновалов был избран главой региона, после победы он назначил Усатюка представителем от Правительства региона в Совет Федерации.
Секретарь Комитета Хакасского регионального отделения КПРФ по агитации и пропаганде. Входил в состав избирательной комиссии Республики Хакасия с правом решающего голоса.
С 16 ноября 2018 года — член Совета Федерации от Республики Хакасия.
В марте 2020 года был одним из трёх членов Совета Федерации, которые воздержались при голосовании по закону о поправках к конституции.
Награждён Почётной грамотой Верховного Совета Республики Хакасия.